# Malthonica maronita
Malthonica maronita là một loài nhện trong họ Agelenidae.
Loài này thuộc chi Malthonica. Malthonica maronita được Eugène Simon miêu tả năm 1873.